# 時効
時効（じこう）とは、ある出来事から一定の期間が経過したことを主な法律要件として、現在の事実状態が法律上の根拠を有するものか否かを問わず、その事実状態に適合する権利または法律関係が存在すると扱う制度、あるいはそのように権利または法律関係が変動したと扱う制度をいう。
一般には、民事法における時効と、刑事法における時効とに大別される。

## 民事法上の時効

### 総説
民法は以下で条数のみ記載する。
民法における時効とは、ある事実状態が一定の期間（時効期間）継続したことを法律要件として、その事実状態に合わせて権利ないし法律関係の得喪変更を生じさせる制度をいう。144条以下に規定があり、取得時効と消滅時効とに分かれる。
取得時効、消滅時効のいずれの場合においても、時効期間の経過により時効に基づく効果を起算日にさかのぼって主張する基礎を有することになるが、それは確定的な権利関係の変動をもたらすものではなく、一定の者（援用権者）により時効の基づく権利関係の主張（「援用」）により効果が発生する。
例えば、AがBの土地に家を建てて10年ないし20年住み続けた場合（占有という事実状態の一定期間の継続）、AはそのことをBに主張すれば（援用）、当該土地の所有権を獲得すること（事実状態に合わせての権利ないし法律関係の得喪変更）ができる。また、AがBに対してお金を貸したような場合、弁済期から10年の経過をもって、Bは貸金債権の時効消滅を主張できる。
時効は、時効成立前の権利関係に基づく債務の履行請求に対する抗弁として主張されることが多いが、確認訴訟などにおいて請求原因として主張されることも稀ではない。
なお、時効（消滅時効）と類似する制度として除斥期間の概念がある。時効と除斥期間については、援用の必要性、中断の可能性などについて効果が異なるものとされている。条文では「時効」と書かれている場合でも、除斥期間と解釈される場合がある。

### 時効の存在理由
時効制度の存在理由の問題には、時効は誰を保護する制度かという「目的」とその正当化する「根拠」という2つの視点が含まれる。時効の存在理由として一般に以下の3つが挙げられる。
1. 永続した事実状態の尊重
一定の期間継続した事実状態が存在する場合、それを前提にさまざまな法律関係が形成されるため、そのような法律関係について一定の法律上の保護を与えようとするもの
取引の安全の保護
2. 権利の上に眠る者を保護しない
たとえ正当な権利者であったとしても、一定の期間、その権利を行使・維持するために必要な措置を採らなかった者を保護する必要はないというもの
3. 立証の困難の救済
本来は正当な権利者であったとしても、長期間が経過した後にはそれを立証するのが困難になることがあるから、過去に遡っての議論に一定の限界を設けるというもの
真の権利者保護を目的とする時効制度の根拠

これらの理由は、どれか一つだけをとっても、それであらゆる時効の存在理由を説明できるものではないとして、時効制度の存在理由（目的・根拠）を多元的に考えるのが多数説である。これらの理由が、種類ごとにその軽重を変えながら複合して、各種の時効の存在を支えている。

### 時効の法的構成
- 実体法説（停止条件説）

時効は実体法上の権利の得喪原因、つまり法律関係そのものを動かす効果を持つと考える説で、存在理由の1、2と親和的。
消滅時効にかかった債権は、実体法上消滅しているので、反対債権を有している場合には、援用前に相殺適状になった場合のみ相殺することができる。
消滅時効を援用した債務者が弁済した場合、非債弁済となる。
- 訴訟法説（法定証拠説）

時効は訴訟法上の法定証拠、つまり永続した事実状態を、実体的な法律関係がどうあれ、法律上正当なものと認定すべき義務を裁判所に負わせるような証拠と考える説で、存在理由の3と親和的。
実体的な法律関係≠裁判所の認定であれば、裁判所が認定した法律関係は訴訟の世界の擬制となるが、当事者や裁判所はこの認定に従わなければならない（既判力）。
消滅時効にかかった債権は、実体法上消滅していないので、反対債権を有している場合には、援用後に相殺適状になった場合でも相殺することができる。
消滅援用した債務者が弁済した場合、自然債務の弁済となる。
この説の支持者として川島武宜がいた。
両説の対立は、従来、消滅時効の中断や援用の法的性質、裁判外の援用を認めるかといった問題と関連づけて論じられ、実体法説が判例・通説とされてきた。しかしその後、実体法説だからこの問題はこうなるといった演繹的な議論は少なくなりつつある。

### 時効の効力（時効の援用）
時効の援用とは、「時効によって生じる利益を受けます」という明確な意思表示をすること。時効は当事者が援用しなければ裁判所は時効の効果を前提とした裁判をすることができない（145条、除斥期間との相違点）。時効が援用された場合の効力は時効を援用した本人にしか及ばない。これを時効の相対効という。また援用とは逆に、時効が完成した後で時効の利益を受けないという意思表示、つまり時効利益の放棄をすることもみとめられている（146条反対解釈）。放棄も援用と同様、放棄した本人にしかその効力は及ばない。

#### 援用の法的性質
民法は、時効期間の経過によって「権利の得喪変更」が生じるという体裁を採っている（162条、167条などの文言を参照）。そうすると、実体法上権利は得喪変更を生じているのに手続法上は援用がなされるまでこれが生じていないということになるのか。これが援用の法的性質の問題である。時効の法的構成に関する議論とも絡み合いながら、学説は区々に分かれる。大まかにいえば、1、2の学説は実体法説を、3の学説は訴訟法説を前提とする。
- 攻撃防御方法説（確定効果説）

古い大審院判例がこの見解を採用していたといわれる。時効によって権利の得喪変更は確定的に生じ、援用が必要とされるのは弁論主義の表れの一つにすぎないと論ずる。しかし、弁論主義の対象となるのは時効に限られないのに、なぜ時効だけを、しかも実体法である民法にわざわざ規定したのかを説明できないと批判される。
- 不確定効果説

時効によって生ずる権利の得喪変更は不確定的なもので、これが援用によって確定すると論ずる。「良心規定」という位置づけと一貫した説明が可能であるが、民法の文言と整合しないきらいがある。
- 解除条件説

時効によっていったん生じた権利の得喪変更が、時効利益が放棄されると確定的に覆ると論ずる（つまり、援用がなされないことを解除条件として、時効による権利の得喪変更が生ずる）。
- 停止条件説

通説・判例がこの見解を採用すると言われる。時効による権利の得喪変更は、援用を停止条件として生ずると論ずる。
- 法定証拠提出説

時効は実体法上の権利の得喪変更原因ではなく、訴訟法上の証拠方法であり、援用はこの法定証拠の提出であって、援用が必要とされるのは弁論主義の表れの一つにすぎないと論ずる。しかし、民法の文言に全く整合しないという批判や、攻撃防御方法説と同じ批判が向けられている。

#### 援用権者
時効は誰でも援用できるわけではなく、時効の援用をすることができる者のことを援用権者という。民法の規定では、時効を援用することができるのは「当事者（消滅時効にあっては、保証人、物上保証人、第三取得者その他権利の消滅について正当な利益を有する者を含む。）」だけであると規定している（145条）。
ここにいう「当事者」とは、時効によって直接利益を受ける者、すなわち取得時効によって権利を取得し、消滅時効によって権利の制限または義務を免れる者をいい、間接に利益を受ける者は含まれない（大判明43年1月25日民録16・22）。
判例上、以下の者が「当事者」に該当するとされている。
- 保証人[3]
- 物上保証人[4]
- 抵当不動産の第三取得者[5]
- 連帯保証人[6]
- 詐害行為の受益者[7]

2017年改正の民法（2020年4月1日法律施行）で、消滅時効の援用権者として判例法理で認められている保証人、物上保証人、第三取得者については明文化された。
一方、後順位抵当権者は、先順位抵当権者の被担保債権が時効によって消滅しても、それによって受ける利益は抵当権の順位上昇による反射的利益にすぎないことを理由として、援用権者には当たらないとされている（最判平11年10月21日民集53・7・1190）。2017年の民法改正後（2020年4月1日法律施行）も、一般債権者や後順位抵当権者は援用権者には当たらないという判例の立場は維持されると考えられている。

#### 時効利益の放棄・喪失
146条は、時効の利益（援用権）はあらかじめ放棄することはできないと規定している。これは債務者の足下を見てあらかじめ時効利益の放棄を約定させておくといった弊害を防ぐためである。この規定の反対解釈として、時効が完成した後で時効利益を放棄することはできるということになる。
時効利益の放棄は時効が完成していることを知りつつもあえて放棄するという意思表示である。ところが、時効完成を知らずに消滅時効の対象となっている債務を承認したり、債務の存在を前提とする行為（自認行為）をしてしまう場合もある。かつての裁判例は、時効完成後の債務の承認は「時効利益の放棄」であると考え、しかも時効が完成したことを知った上で承認したと推定するという立場を取っていた。しかし「時効完成を知っていた」という推定は経験則から逸脱するものだとして学説の批判を浴びた。
その後裁判所は態度を改め、時効が完成した後に債務を承認する場合は時効完成の事実を知らないのが通常であり、以前のような推定は許されないと判示した。しかしながら、時効完成後いったん承認などを行った場合には、信義則上もはや時効を援用することは許されないとして、結論としては従来通り時効援用を認めなかった。これは、一度は債務の存在を認めておきながらたまたま時効が完成していたことを知るや否や一転して時効を援用するという態度は矛盾しており、また相手方ももう時効が援用されることはないという期待を抱くのであってそれを裏切ることは許されない、という考えによる。

#### 時効の援用と権利の濫用・信義則
時効の援用に際して、「援用権者が、ことさらに権利行使を妨害していた」「援用権者が事実を隠蔽しており、行使すべき権利が判明しなかった」「援用権者と請求権者が雇用者・被用者の関係にあり、その関係を継続したままでの請求が困難であった」「援用権者が差別的に時効を援用した」など特段の事情がある場合には、時効の援用が信義則違反あるいは権利の濫用に当たり、認められなかった判例が存在する。
一方で、時効制度は本来存在する権利を認めない、あるいは存在しない権利を認める点で本質的に信義に反するものであり、信義則や権利濫用に頼らず、不法行為の消滅時効の起算点や時効の中断（更新）事由を明確化することで対応すべきではないかという批判もある。

### 時効の完成猶予及び更新

#### 法改正による整理
2017年改正の民法（2020年4月1日法律施行）では、時効期間の経過が最初からやり直しになる時効の更新と時効期間の経過が一定期間止まるだけの時効の完成猶予に整理され再編された。
改正前の時効の中断が時効の更新、時効の停止が時効の完成猶予に変更されたが、時効の完成猶予と時効の更新の関係も再構成され、裁判上の請求や強制執行等の類型では請求等で手続が開始することが時効完成猶予事由、確定判決等によって手続が終了することが時効更新事由となった。

#### 仮差押え等による時効の完成猶予
旧法では仮差押え等は時効中断事由だったが、2017年改正の民法（2020年4月1日法律施行）で本訴等までの暫定的な手続であることから時効の完成猶予事由に変更された。

#### その他の時効の完成猶予事由
- 協議を行う旨の合意による時効の完成猶予
  - 2017年改正の民法（2020年4月1日法律施行）により協議を行う旨の合意による時効の完成猶予の規定が設けられた[11]。改正前は、債権者が時効完成間際に時効完成を阻止するには訴え提起等の手段を採る必要があったが負担が大きく、協議による紛争解決も図りやすい制度とするため導入された[11]。
- 未成年者又は成年被後見人と時効の完成猶予（158条）
- 夫婦間の権利の時効の完成猶予（159条）
- 相続財産に関する時効の完成猶予（160条）
- 天災等による時効の完成猶予（161条）

改正前は2週間だったが、2017年改正の民法（2020年4月1日法律施行）で3か月となった。

#### 承認による時効の更新
権利の承認は時効の更新事由であり、時効は、その時から新たにその進行を始める（152条1項）。

### 民法の一部を改正する法律（平成29年法律第44号）改正前の旧制度
この節では、民法について旧法の条数を記載する。

#### 時効の中断
時効の中断とは、時効期間の進行を中途で断ち切って、期間の進行を振り出しに戻すことを中断といい、その原因を中断事由という。「中断」という一般的な意味（例えば雨で試合が中断される）とは異なり時効の進行が「終了」するので、これまで経過した期間は0に戻ることになる。この点、時効の進行が一時的に停止する時効の停止とは異なる。この時効の中断を認識せず、時効の援用を行うと時効が成立していないので時効の援用はできない。
なお、2017年の民法改正前の旧制度では、147条以下に定められている時効中断事由によって時効が中断する場合を法定中断といった。これは取得時効、消滅時効の区別無く適用される。一方、取得時効に特有の164条に定められている占有の中断による取得時効の中断は自然中断と呼ばれる（占有の継続は取得時効の要件であり164条は2017年の民法改正後も変更されていない）。
時効の中断を生じる事由（法定中断事由）として、147条は、請求、差押え・仮差押え・仮処分、承認という3類型を定めていた。これらがなぜ時効を中断させるのかについて、権利行使説と権利確定説とがある。
- 権利行使説：権利行使がなされたことが時効の中断の効果を生じる根拠と考える。実体法説に依拠した考え方で、消滅時効は権利行使を怠った結果であるから、それとは逆に権利行使によって時効の中断が生じるのである。
- 権利確定説：権利の存在が確定されることが時効の中断の効果を生じる根拠と考える。訴訟法説に依拠した考え方で、一定期間の権利不行使が権利の不存在を推定させるのであるから、その推定を破る事実が明らかとなれば（権利の存在が確定すれば）、時効の中断を認めるべきとなる。

なお、時効期間とは異なり除斥期間の場合は中断が認められないというのが通説の立場である。

##### 「請求」
「請求」の中心的内容をなすのは「裁判上の請求」である（149条）。訴えの提起がされた時点で中断が生じるが（民事訴訟法147条）、その訴えが却下（棄却を含むとされる）または取下の場合には中断はなかったことになる（棄却の場合、権利の存在が否定されるのだから生じようもない）。ただし、却下・取下の場合でも、訴えの提起は催告の効果を持つ（「裁判上の催告」といわれる）。
「請求」には上記のほか、支払督促、和解および調停の申立て、破産手続参加等がある。これらによって時効中断の効力が生じるためには一定の条件が課されている。
- 支払督促は、民事訴訟法所定の期間内に仮執行を申し立てなければ時効中断の効力を生じない（150条）。
- 和解および民事調停法もしくは家事事件手続法に基づく調停の申立ては、相手方が出頭しない、または和解・調停が不調に終わった場合には一カ月以内に訴訟を提起しなければ時効中断の効力を生じない（151条）。
- 破産手続参加、再生手続参加、または更生手続参加は届出が取消されたり却下された場合には時効中断の効果を生じない（152条）。

##### 「差押、仮差押又は仮処分」
時効の中断に関するいずれの立場からも中断の効力を認めるに十分な行為と考えられていた。

##### 「承認」
時効によって利益を受ける者が、時効によって権利を失う者に対して、その権利の存在することを知っている旨を表示すること（例えば債務者が、自己の債務の存在を認める行為）である。
黙示でもよいとされ、支払猶予を求めたり、一部を弁済したり、利息を支払った場合のように債務の存在を前提とした行為は「承認」にあたる。この承認には、相手方の権利についての処分につき行為能力または権限があることを要しない（156条）。ただし承認には管理の能力は必要である。これにより、被保佐人・被補助人による承認は有効であるが、同意のない未成年者・成年被後見人の承認は取り消すことができる（大判昭和13年2月4日民集17巻87頁）。

#### 時効の停止
時効の完成を猶予する制度。
- 未成年者または成年被後見人の不在（158条）
- 離婚による夫婦間の権利（159条）
- 相続財産（160条）
- 天災など（161条）

## 刑事法上の時効
一定期間公訴が提起されなかった場合に公訴権が消滅する公訴時効と、確定した刑の執行を消滅させる刑の時効がある。一般に刑事事件で「時効」といわれるのは前者である。国によっては公訴時効を刑事責任追及の時効、刑の時効を判決執行の時効という。

### 公訴時効
公訴時効とは一定期間公訴が提起されなかった場合に公訴権が消滅すること。
日本では公訴時効完成までの期間は対象となる犯罪の法定刑が基準とされている（刑事訴訟法250条）。公訴時効が認められる根拠としては、事実状態の尊重や犯罪による社会的な影響の減少、事件から長期間が経過したことによる証拠の散逸とその結果冤罪を誘発する可能性などがある。しかし、21世紀初頭の段階で、DNA型鑑定など、「過去（数十年前）の事件における物的証拠から、確度の高い容疑者特定を可能とする技術」が開発されるようになり、DNA型鑑定が確立される以前の迷宮入りとなった事件の血痕などからもDNA型が判明するようになってきている。他方、DNA型鑑定によって、既に有罪になった者の冤罪が証明された事例も複数ある。
米国では、連邦法で死刑に当たる罪は、公訴時効にかからない。日本でも殺人事件などの重大犯罪において時効が存在することに対し、その是非を問う世論が起こり、2010年（平成22年）4月27日に公布・施行された改正刑事訴訟法により「人を死亡させた罪であつて死刑に当たる罪」については公訴時効が廃止され、その他の罪についても時効期間が改正された。ただ、DNA型万能主義的な議論には、DNA標本が犯罪と無関係に付着した可能性などからの批判も強い。なお、2010年の刑事訴訟法改正以前において時効完成後に自首した事例として、弘前大学教授夫人殺人事件（1949年発生・1971年自首）、警視庁機動隊庁舎ピース缶爆弾未遂事件（1969年発生・1979年&1982年自首）、足立区女性教諭殺害事件（1978年発生・2004年自首）、生坂ダム殺人事件（1980年発生・2000年自首）などがある。
ベトナム法では刑事責任追及の時効という（刑法27条・28条）。
犯人が国外にいる場合又は犯人が逃げ隠れているため有効に起訴状の謄本の送達若しくは略式命令の告知ができなかった場合には、時効は、その国外にいる期間又は逃げ隠れている期間その進行を停止する（刑事訴訟法第255条1項）。2006年、内閣官房長官・安倍晋三（当時）は、北朝鮮による日本人拉致に間接的に関与したとされる国内在住の中華料理店経営者の時効について、「拉致は現在進行中であり、時効は成立しない」との認識を表明している。

### 刑の時効
刑の時効とは刑事裁判で刑（死刑を除く）の言渡しを受けた者が、その確定した後、一定期間その執行を受けない場合に刑罰権が消滅することをいう（刑法第31条・刑法第32条）。
ベトナム法では判決執行の時効という（刑法60条）。

## 語義の転用
上述の法律用語の転用として用いられる表現の一つとして、自己に不都合な出来事を、それから長期間が経過したことを理由に正当化ないしは非難を回避する意図や、時間の経過によって影響がなくなった事を示す意図で用いる。例えば、「もう時効だと思うが、お前の元彼女がお前と別れて付き合ったのは俺だ」などと用いられる。

## 文献情報
- アメリカ各州における出訴期限法（Statutes of Limitations ）
- 広岡隆「公物の時効取得--フランスと日本の理論と判例」『法と政治』第35巻第3号、関西学院大学、1984年11月、309-366頁、ISSN 02880709、NAID 110000213585。
- 森村進「「大地の用益権は生きている人々に属する」 : 財産権と世代間正義についてのジェファーソンの見解」『一橋法学』第5巻第3号、一橋大学大学院法学研究科、2006年11月、715-762頁、doi:10.15057/13610、ISSN 13470388、NAID 110007620042。